# Troisième circonscription des Vosges
La troisième circonscription des Vosges est l'une des 4 Circonscriptions électorales françaises que compte le département des Vosges (88) situé en région Grand Est.

## Description géographique et démographique

### De 1958 à 1986
La troisième circonscription des Vosges  était composée de :
- Canton de Gérardmer
- Canton de Plombières-les-Bains
- Canton de Remiremont
- Canton de Saulxures-sur-Moselotte
- Canton du Thillot.

Source : Journal Officiel du 14-15 Octobre 1958.

### De 1988 à 2010
La troisième circonscription des Vosges est délimitée par le découpage électoral de la loi no 86-1197 du 24 novembre 1986
, elle regroupe les divisions administratives suivantes : 
- Canton de Gérardmer
- Canton de Plombières-les-Bains
- Canton de Remiremont
- Canton de Saulxures-sur-Moselotte
- Canton du Thillot.

D'après le recensement général de la population en 1999, réalisé par l'Institut national de la statistique et des études économiques (INSEE), la population totale de cette circonscription est estimée à 87760 habitants,.
| 1962                                                             | 1968   | 1975   | 1982   | 1990   | 1999   | 2006   |
| ---------------------------------------------------------------- | ------ | ------ | ------ | ------ | ------ | ------ |
| 85 194                                                           | 89 223 | 93 157 | 93 068 | 89 588 | 87 760 | 86 677 |
| Nombre retenu à partir de 1962 : Population sans doubles comptes |        |        |        |        |        |        |

## Historique des députations
| Législature | Début de mandat | Fin de mandat  | Député                       | Parti politique | Observations |
| ----------- | --------------- | -------------- | ---------------------------- | --------------- | --- |
| Ire         | 9 décembre 1958 | 9 octobre 1962 | Jean-Marie Grenier           | UNR             | Mandat écourté à la suite d'une dissolution parlementaire décidée par Charles de Gaulle.                                                                       |
| IIe         | 6 décembre 1962 | 2 avril 1967   | Christian Poncelet           | UNR-UDT         | |
| IIIe        | 3 avril 1967    | 30 mai 1968    | Christian Poncelet           | UD-Ve           | Mandat écourté à la suite d'une dissolution parlementaire décidée par Charles de Gaulle.                                                                       |
| IVe         | 11 juillet 1968 | 1er avril 1973 | Christian Poncelet           | UDR             | |
| Ve          | 2 avril 1973    | 2 avril 1978   | Christian Poncelet           | UDR             | |
| VIe         | 3 avril 1978    | 22 mai 1981    | Gérard Braun                 | RPR             | Mandat écourté à la suite d'une dissolution parlementaire décidée par François Mitterrand.                                                                     |
| VIIe        | 2 juillet 1981  | 1er avril 1986 | Jean Valroff                 | SOC             | |
| VIIIe       | 2 avril 1986    | 14 mai 1988    | Scrutin à la proportionnelle |                 | Proportionnelle par département, pas de député par circonscription. Mandat écourté à la suite d'une dissolution parlementaire décidée par François Mitterrand. |
| IXe         | 23 juin 1988    | 1er avril 1993 | Christian Spiller            | DVD             | |
| Xe          | 2 avril 1993    | 21 avril 1997  | François Vannson,            | DVD,            | Mandat écourté à la suite d'une dissolution parlementaire décidée par Jacques Chirac.                                                                          |
| XIe         | 12 juin 1997    | 18 juin 2002   | François Vannson,            | RPR,            | |
| XIIe        | 19 juin 2002    | 19 juin 2007   | François Vannson,            | UMP,            | |
| XIIIe       | 20 juin 2007    | 19 juin 2012   | François Vannson             | UMP             | |
| XIVe        | 20 juin 2012    | 20 juin 2017   | François Vannson             | UMP             | |
| XVe         | 21 juin 2017    | 21 juin 2022   | Christophe Naegelen          | DVD             | |
| XVIe        | 22 juin 2022    | 9 juin 2024    | Christophe Naegelen          | DVD             | Mandat écourté à la suite d'une dissolution parlementaire décidée par Emmanuel Macron.                                                                         |
| XVIIe       | 8 juillet 2024  | En cours       | Christophe Naegelen          | DVD             | |

## Historique des élections

### Élections de 1958
| Candidat       | Candidat               | Parti          | Premier tour | Premier tour | Second tour | Second tour |  |
| Candidat       | Candidat               | Parti          | Voix         | %            | Voix        | %           |  |
| -------------- | ---------------------- | -------------- | ------------ | ------------ | ----------- | ----------- |  |
|                | Jean-Marie Grenier élu | UNR            | 11 597       | 29,73        | 19 661      | 51,18       |  |
|                | Roger Paux             | Modérés        | 6 620        | 16,97        | Retrait     | Retrait     |  |
|                | Henri Gravier          | CR             | 6 514        | 16,7         | 14 363      | 37,39       |  |
|                | Gérard Gille           | PCF            | 3 289        | 8,43         | 4 391       | 11,43       |  |
|                | Jacques Georges        | Modérés        | 3 220        | 8,26         | Retrait     | Retrait     |  |
|                | Henri Gaillemin        | MRP            | 2 422        | 6,21         | Retrait     | Retrait     |  |
|                | André Perrin           | UFD            | 2 064        | 5,29         | Retrait     | Retrait     |  |
|                | André Frédéric         | SFIO           | 1 816        | 4,66         |             |             |  |
|                | Jean Chauffour         | UFF            | 1 460        | 3,74         |             |             |  |
|                |                        |                |              |              |             |             |  |
| Inscrits       | Inscrits               | Inscrits       | 53 746       | 100,00       | 53 767      | 100,00      |  |
| Abstentions    | Abstentions            | Abstentions    | 12 587       | 23,42        | 13 933      | 25,91       |  |
| Votants        | Votants                | Votants        | 41 159       | 76,58        | 39 834      | 74,09       |  |
| Blancs et nuls | Blancs et nuls         | Blancs et nuls | 2 157        | 5,24         | 1 419       | 3,56        |  |
| Exprimés       | Exprimés               | Exprimés       | 39 002       | 94,76        | 38 415      | 96,44       |  |

Le suppléant de Jean-Marie Grenier était Marcel Gunslay, chirurgien dentiste.

### Élections de 1962
| Candidat       | Candidat               | Parti          | Premier tour | Premier tour | Second tour | Second tour |  |
| Candidat       | Candidat               | Parti          | Voix         | %            | Voix        | %           |  |
| -------------- | ---------------------- | -------------- | ------------ | ------------ | ----------- | ----------- |  |
|                | Christian Poncelet élu | UNR-UDT        | 13 432       | 40,86        | 21 319      | 65,69       |  |
|                | Camille Méline         | CNIP           | 4 679        | 14,23        | 11 109      | 34,23       |  |
|                | Albert Coulaud         | MRP            | 4 223        | 12,85        | Retrait     | Retrait     |  |
|                | Gaston Koenig          | PCF            | 3 160        | 9,61         | 25          | 0,08        |  |
|                | Robert Parmentier      | CR             | 2 529        | 7,69         | Retrait     | Retrait     |  |
|                | Roger Paux             | Modérés        | 2 486        | 7,56         | Retrait     | Retrait     |  |
|                | Jacques Pierrel        | PSU            | 2 364        | 7,19         | Retrait     | Retrait     |  |
|                |                        |                |              |              |             |             |  |
| Inscrits       | Inscrits               | Inscrits       | 53 176       | 100,00       | 53 378      | 100,00      |  |
| Abstentions    | Abstentions            | Abstentions    | 18 283       | 34,38        | 19 117      | 35,81       |  |
| Votants        | Votants                | Votants        | 34 893       | 65,62        | 34 261      | 64,19       |  |
| Blancs et nuls | Blancs et nuls         | Blancs et nuls | 2 020        | 5,79         | 1 808       | 5,28        |  |
| Exprimés       | Exprimés               | Exprimés       | 32 873       | 94,21        | 32 453      | 94,72       |  |

Le suppléant de Christian Poncelet était André Boileau, maire de Fresse-sur-Moselle.

### Élections de 1967
|                | Christian Poncelet sortant réélu | UD-Ve          | 28 505 | 67,78  |  |  |  |
|                | Georges Maurice                  | FGDS (CIR)     | 7 035  | 16,73  |  |  |  |
|                | Gaston Koenig                    | PCF            | 6 515  | 15,49  |  |  |  |
|                |                                  |                |        |        |  |  |  |
| Inscrits       | Inscrits                         | Inscrits       | 50 966 | 100,00 |  |  |  |
| Abstentions    | Abstentions                      | Abstentions    | 7 191  | 14,11  |  |  |  |
| Votants        | Votants                          | Votants        | 43 775 | 85,89  |  |  |  |
| Blancs et nuls | Blancs et nuls                   | Blancs et nuls | 1 720  | 3,93   |  |  |  |
| Exprimés       | Exprimés                         | Exprimés       | 42 055 | 96,07  |  |  |  |

Le suppléant de Christian Poncelet était André Boileau, premier adjoint au maire de Fresse-sur-Moselle.

### Élections de 1968
|                | Christian Poncelet sortant réélu | UDR (URP)      | 29 980 | 71,38  |  |  |  |
|                | André Montlevrant                | FGDS (SFIO)    | 6 536  | 15,56  |  |  |  |
|                | Gaston Koenig                    | PCF            | 5 483  | 13,06  |  |  |  |
|                |                                  |                |        |        |  |  |  |
| Inscrits       | Inscrits                         | Inscrits       | 53 017 | 100,00 |  |  |  |
| Abstentions    | Abstentions                      | Abstentions    | 9 664  | 18,23  |  |  |  |
| Votants        | Votants                          | Votants        | 43 353 | 81,77  |  |  |  |
| Blancs et nuls | Blancs et nuls                   | Blancs et nuls | 1 354  | 3,12   |  |  |  |
| Exprimés       | Exprimés                         | Exprimés       | 41 999 | 96,88  |  |  |  |

Le suppléant de Christian Poncelet était André Boileau.

### Élections de 1973
|                | Christian Poncelet sortant réélu | UDR (URP)      | 28 956 | 64,2   |  |  |  |
|                | André Montlevrant                | PS (UGSD)      | 7 289  | 16,16  |  |  |  |
|                | Gaston Koenig                    | PCF            | 5 995  | 13,29  |  |  |  |
|                | Jacques Menant                   | MR             | 2 865  | 6,35   |  |  |  |
|                |                                  |                |        |        |  |  |  |
| Inscrits       | Inscrits                         | Inscrits       | 55 167 | 100,00 |  |  |  |
| Abstentions    | Abstentions                      | Abstentions    | 8 864  | 16,07  |  |  |  |
| Votants        | Votants                          | Votants        | 46 303 | 83,93  |  |  |  |
| Blancs et nuls | Blancs et nuls                   | Blancs et nuls | 1 198  | 2,59   |  |  |  |
| Exprimés       | Exprimés                         | Exprimés       | 45 105 | 97,41  |  |  |  |

Le suppléant de Christian Poncelet était Gérard Braun, maire de Cornimont. Gérard Braun remplaça Christian Poncelet, nommé membre du gouvernement, du 13 mai 1973 au 2 avril 1978. Christian Poncelet est élu sénateur en 1977.

### Élections de 1978
| Candidat       | Candidat                   | Parti          | Premier tour | Premier tour | Second tour | Second tour |  |
| Candidat       | Candidat                   | Parti          | Voix         | %            | Voix        | %           |  |
| -------------- | -------------------------- | -------------- | ------------ | ------------ | ----------- | ----------- |  |
|                | Gérard Braun sortant réélu | RPR            | 22 174       | 43,56        | 28 310      | 54,71       |  |
|                | Jean Valroff               | PS             | 14 341       | 28,18        | 23 437      | 45,29       |  |
|                | Serge Léost                | PCF            | 5 374        | 10,56        |             |             |  |
|                | Pierre Crouvezier          | UDF (Rad)      | 4 554        | 8,95         |             |             |  |
|                | Dominique Carrat           | LO             | 2 301        | 4,52         |             |             |  |
|                | Jean Chauffour             | Extrême droite | 2 155        | 4,23         |             |             |  |
|                |                            |                |              |              |             |             |  |
| Inscrits       | Inscrits                   | Inscrits       | 61 868       | 100,00       | 61 873      | 100,00      |  |
| Abstentions    | Abstentions                | Abstentions    | 9 159        | 14,8         | 8 973       | 14,5        |  |
| Votants        | Votants                    | Votants        | 52 709       | 85,2         | 52 900      | 85,5        |  |
| Blancs et nuls | Blancs et nuls             | Blancs et nuls | 1 810        | 3,43         | 1 153       | 2,18        |  |
| Exprimés       | Exprimés                   | Exprimés       | 50 899       | 96,57        | 51 747      | 97,82       |  |

La suppléante de Gérard Braun était Suzanne Rattaire, de Gérardmer.

### Élections de 1981
| Candidat       | Candidat             | Parti          | Premier tour | Premier tour | Second tour | Second tour |  |
| Candidat       | Candidat             | Parti          | Voix         | %            | Voix        | %           |  |
| -------------- | -------------------- | -------------- | ------------ | ------------ | ----------- | ----------- |  |
|                | Gérard Braun sortant | RPR (UNM)      | 21 578       | 47,80        | 24 438      | 49,24       |  |
|                | Jean Valroff élu     | PS             | 19 061       | 42,22        | 25 191      | 50,76       |  |
|                | Claude Boulay        | PCF            | 3 272        | 7,25         |             |             |  |
|                | Dominique Carrat     | LO             | 1 231        | 2,73         |             |             |  |
|                |                      |                |              |              |             |             |  |
| Inscrits       | Inscrits             | Inscrits       | 63 330       | 100,00       | 63 331      | 100,00      |  |
| Abstentions    | Abstentions          | Abstentions    | 17 063       | 26,94        | 12 807      | 20,22       |  |
| Votants        | Votants              | Votants        | 46 267       | 73,06        | 50 524      | 79,78       |  |
| Blancs et nuls | Blancs et nuls       | Blancs et nuls | 1 125        | 2,43         | 895         | 1,77        |  |
| Exprimés       | Exprimés             | Exprimés       | 45 142       | 97,57        | 49 629      | 98,23       |  |

Le suppléant de Jean Valroff était Guy Vaxelaire, agent Télédiffusion de France, conseiller général du canton de Saulxures-sur-Moselotte, maire de La Bresse.

### Élections de 1988
| Candidat       | Candidat              | Parti          | Premier tour | Premier tour | Second tour | Second tour |  |
| Candidat       | Candidat              | Parti          | Voix         | %            | Voix        | %           |  |
| -------------- | --------------------- | -------------- | ------------ | ------------ | ----------- | ----------- |  |
|                | Guy Vaxelaire         | PS             | 15 535       | 36,05        | 20 901      | 46,25       |  |
|                | Christian Spiller élu | Divers droite  | 11 893       | 27,6         | 24 289      | 53,75       |  |
|                | Gérard Grivet         | RPR (URC)      | 10 395       | 24,12        | Retrait     | Retrait     |  |
|                | Jean-Yves Douissard   | FN             | 3 401        | 7,89         |             |             |  |
|                | Hubert Perrin         | PCF            | 1 870        | 4,34         |             |             |  |
|                |                       |                |              |              |             |             |  |
| Inscrits       | Inscrits              | Inscrits       | 63 985       | 100,00       | 63 978      | 100,00      |  |
| Abstentions    | Abstentions           | Abstentions    | 19 598       | 30,63        | 17 239      | 26,95       |  |
| Votants        | Votants               | Votants        | 44 387       | 69,37        | 46 739      | 73,05       |  |
| Blancs et nuls | Blancs et nuls        | Blancs et nuls | 1 293        | 2,91         | 1 549       | 3,31        |  |
| Exprimés       | Exprimés              | Exprimés       | 43 094       | 97,09        | 45 190      | 96,69       |  |

Le suppléant de Christian Spiller était Jean-François Scherlen, directeur technique, Vecoux.

### Élections de 1993
| Candidat       | Candidat             | Parti               | Premier tour | Premier tour | Second tour | Second tour |  |
| Candidat       | Candidat             | Parti               | Voix         | %            | Voix        | %           |  |
| -------------- | -------------------- | ------------------- | ------------ | ------------ | ----------- | ----------- |  |
|                | François Vannson élu | Divers droite (UPF) | 15 214       | 36,24        | 23 238      | 54,64       |  |
|                | Guy Vaxelaire        | PS (ADFP)           | 10 850       | 25,85        | 19 288      | 45,36       |  |
|                | Jean-Yves Douissard  | FN                  | 5 199        | 12,38        |             |             |  |
|                | Étienne Géhin        | GÉ (EÉ)             | 3 950        | 9,41         |             |             |  |
|                | Jeannou Lacaze       | UDI                 | 2 568        | 6,12         |             |             |  |
|                | Francois Lehmann     | Divers              | 1 469        | 3,5          |             |             |  |
|                | Christian Biston     | PCF                 | 1 407        | 3,35         |             |             |  |
|                | Éric Defranould      | LCR                 | 876          | 2,09         |             |             |  |
|                | Raymond Fresse       | Extrême gauche      | 448          | 1,07         |             |             |  |
|                |                      |                     |              |              |             |             |  |
| Inscrits       | Inscrits             | Inscrits            | 64 554       | 100,00       | 64 752      | 100,00      |  |
| Abstentions    | Abstentions          | Abstentions         | 19 128       | 29,63        | 18 903      | 29,19       |  |
| Votants        | Votants              | Votants             | 45 426       | 70,37        | 45 849      | 70,81       |  |
| Blancs et nuls | Blancs et nuls       | Blancs et nuls      | 3 445        | 7,58         | 3 323       | 7,25        |  |
| Exprimés       | Exprimés             | Exprimés            | 41 981       | 92,42        | 42 526      | 92,75       |  |

Le suppléant de François Vannson était Henri Gunslay, chef d'entreprise à Remiremont.

### Élections de 1997
| Candidat       | Candidat                       | Parti             | Premier tour | Premier tour | Second tour | Second tour |  |
| Candidat       | Candidat                       | Parti             | Voix         | %            | Voix        | %           |  |
| -------------- | ------------------------------ | ----------------- | ------------ | ------------ | ----------- | ----------- |  |
|                | François Vannson sortant réélu | RPR               | 14 316       | 33,72        | 22 799      | 50,86       |  |
|                | Guy Vaxelaire                  | PS                | 12 607       | 29,7         | 22 028      | 49,14       |  |
|                | Jean-Yves Douissard            | FN                | 7 866        | 18,53        |             |             |  |
|                | Jean-François Fleck            | Les Verts         | 1 776        | 4,18         |             |             |  |
|                | Bernard Mire                   | LDI (MPF)         | 1 620        | 3,82         |             |             |  |
|                | Serge Ragot                    | PCF               | 1 576        | 3,71         |             |             |  |
|                | Eric Defranould                | LCR               | 1 385        | 3,26         |             |             |  |
|                | Madeleine Pinot                | LT-LNÉ            | 1 054        | 2,48         |             |             |  |
|                | Patrice Ledran                 | Divers écologiste | 252          | 0,59         |             |             |  |
|                |                                |                   |              |              |             |             |  |
| Inscrits       | Inscrits                       | Inscrits          | 64 365       | 100,00       | 64 361      | 100,00      |  |
| Abstentions    | Abstentions                    | Abstentions       | 18 754       | 29,14        | 16 293      | 25,32       |  |
| Votants        | Votants                        | Votants           | 45 611       | 70,86        | 48 068      | 74,68       |  |
| Blancs et nuls | Blancs et nuls                 | Blancs et nuls    | 3 159        | 6,93         | 3 241       | 6,74        |  |
| Exprimés       | Exprimés                       | Exprimés          | 42 452       | 93,07        | 44 827      | 93,26       |  |

La suppléante de François Vannson était Claudine Daval, mère de famille, adjointe au maire de Remiremont.

### Élections de 2002
| Candidat       | Candidat                       | Parti               | Premier tour | Premier tour | Second tour | Second tour |  |
| Candidat       | Candidat                       | Parti               | Voix         | %            | Voix        | %           |  |
| -------------- | ------------------------------ | ------------------- | ------------ | ------------ | ----------- | ----------- |  |
|                | François Vannson sortant réélu | Divers droite (RPR) | 16 032       | 37,22        | 23 815      | 58,98       |  |
|                | Guy Vaxelaire                  | PS                  | 12 641       | 29,35        | 16 560      | 41,02       |  |
|                | Jean-Paul Didier               | UMP                 | 6 375        | 14,8         |             |             |  |
|                | Madeleine Mathieu              | FN                  | 4 602        | 10,68        |             |             |  |
|                | Éric Defranould                | LCR                 | 1 104        | 2,56         |             |             |  |
|                | Serge Ragot                    | PCF                 | 515          | 1,2          |             |             |  |
|                | Jacques Lefèvre                | MÉI                 | 503          | 1,17         |             |             |  |
|                | Jeanne Poissenot               | LO                  | 463          | 1,07         |             |             |  |
|                | Philippe Andreux               | MNR                 | 429          | 1            |             |             |  |
|                | Robert Dumain                  | GÉ                  | 216          | 0,5          |             |             |  |
|                | Denise Caspard                 | MPF                 | 194          | 0,45         |             |             |  |
|                |                                |                     |              |              |             |             |  |
| Inscrits       | Inscrits                       | Inscrits            | 66 174       | 100,00       | 66 171      | 100,00      |  |
| Abstentions    | Abstentions                    | Abstentions         | 22 078       | 33,36        | 24 429      | 36,92       |  |
| Votants        | Votants                        | Votants             | 44 096       | 66,64        | 41 742      | 63,08       |  |
| Blancs et nuls | Blancs et nuls                 | Blancs et nuls      | 1 022        | 2,32         | 1 367       | 3,27        |  |
| Exprimés       | Exprimés                       | Exprimés            | 43 074       | 97,68        | 40 375      | 96,73       |  |

Le suppléant de François Vannson était Patrick Lagarde, forestier, maire de Cleurie.

### Élections de 2007
|                | François Vannson sortant réélu | UMP            | 21 930 | 53,7   |  |  |  |
|                | Jacqueline Bedez-Stouvenel     | PS             | 6 607  | 16,18  |  |  |  |
|                | Gilbert Poirot                 | PCF            | 2 695  | 6,6    |  |  |  |
|                | Gérard Michel                  | UDF–MoDem      | 2 414  | 5,91   |  |  |  |
|                | Chantal Ferry-Vuillemin        | FN             | 2 263  | 5,54   |  |  |  |
|                | Jean-François Fleck            | Les Verts      | 1 944  | 4,76   |  |  |  |
|                | Éric Defranould                | LCR            | 1 625  | 3,98   |  |  |  |
|                | Jeanne-Françoise Langlade      | LO             | 466    | 1,14   |  |  |  |
|                | Ghislaine Mokrane              | Divers         | 362    | 0,89   |  |  |  |
|                | Martine Colson                 | MPF            | 301    | 0,74   |  |  |  |
|                | Lucien Monseaux                | MNR            | 231    | 0,57   |  |  |  |
|                |                                |                |        |        |  |  |  |
| Inscrits       | Inscrits                       | Inscrits       | 67 485 | 100,00 |  |  |  |
| Abstentions    | Abstentions                    | Abstentions    | 25 683 | 38,06  |  |  |  |
| Votants        | Votants                        | Votants        | 41 802 | 61,94  |  |  |  |
| Blancs et nuls | Blancs et nuls                 | Blancs et nuls | 964    | 2,31   |  |  |  |
| Exprimés       | Exprimés                       | Exprimés       | 40 838 | 97,69  |  |  |  |

### Élections de 2012
| Candidat       | Candidat                       | Parti                | Premier tour | Premier tour | Second tour | Second tour |  |
| Candidat       | Candidat                       | Parti                | Voix         | %            | Voix        | %           |  |
| -------------- | ------------------------------ | -------------------- | ------------ | ------------ | ----------- | ----------- |  |
|                | François Vannson sortant réélu | UMP                  | 16 408       | 40,63        | 20 742      | 52,69       |  |
|                | Élise Calais                   | PS                   | 13 943       | 34,52        | 18 622      | 47,31       |  |
|                | Rachel Sembach                 | RBM (FN)             | 5 785        | 14,32        |             |             |  |
|                | Dominique Cholez               | FG (C&A) (PCF)       | 1 294        | 3,20         |             |             |  |
|                | Claire Schaff                  | MÉI                  | 697          | 1,73         |             |             |  |
|                | Frédéric Dubouis               | diss. UMP            | 672          | 1,66         |             |             |  |
|                | François Gremillet             | CpF (Divers) (MoDem) | 660          | 1,63         |             |             |  |
|                | Béatrice Le Tennier            | DLR                  | 349          | 0,86         |             |             |  |
|                | Sébastien Bouvier              | NPA                  | 344          | 0,85         |             |             |  |
|                | Denise Usselmann               | LO                   | 165          | 0,41         |             |             |  |
|                | Bernard Bazin                  | Extrême droite (PPF) | 69           | 0,17         |             |             |  |
|                |                                |                      |              |              |             |             |  |
| Inscrits       | Inscrits                       | Inscrits             | 66 793       | 100,00       | 66 793      | 100,00      |  |
| Abstentions    | Abstentions                    | Abstentions          | 25 599       | 38,33        | 26 090      | 39,06       |  |
| Votants        | Votants                        | Votants              | 41 194       | 61,67        | 40 703      | 60,94       |  |
| Blancs et nuls | Blancs et nuls                 | Blancs et nuls       | 808          | 1,96         | 1 339       | 3,29        |  |
| Exprimés       | Exprimés                       | Exprimés             | 40 386       | 98,04        | 39 364      | 96,71       |  |

### Élections de 2017
|                                                                          |                                                                                             |                           |                           |                          |                          |
|                                                                          |                                                                                             | Premier tour 11 juin 2017 | Premier tour 11 juin 2017 | Second tour 18 juin 2017 | Second tour 18 juin 2017 |
|                                                                          |                                                                                             |                           |                           |                          |                          |
|                                                                          |                                                                                             | Nombre                    | % des inscrits            | Nombre                   | % des inscrits           |
| Inscrits                                                                 | Inscrits                                                                                    | 65 653                    | 100,00                    | 65 649                   | 100,00                   |
| Abstentions                                                              | Abstentions                                                                                 | 31 749                    | 48,36                     | 35 296                   | 53,76                    |
| Votants                                                                  | Votants                                                                                     | 33 904                    | 51,64                     | 30 353                   | 46,24                    |
|                                                                          |                                                                                             |                           | % des votants             |                          | % des votants            |
| Bulletins blancs                                                         | Bulletins blancs                                                                            | 752                       | 2,22                      | 2 130                    | 7,02                     |
| Bulletins nuls                                                           | Bulletins nuls                                                                              | 372                       | 1,10                      | 969                      | 3,19                     |
| Suffrages exprimés                                                       | Suffrages exprimés                                                                          | 32 780                    | 96,68                     | 27 254                   | 89,79                    |
|                                                                          |                                                                                             |                           |                           |                          |                          |
| Candidat Étiquette politique (partis et alliances)                       | Candidat Étiquette politique (partis et alliances)                                          | Voix                      | % des exprimés            | Voix                     | % des exprimés           |
|                                                                          |                                                                                             |                           |                           |                          |                          |
|                                                                          | Christophe Naegelen Divers droite (Les Républicains - Union des démocrates et indépendants) | 9 521                     | 29,05                     | 16 547                   | 60,71                    |
|                                                                          | Claude Thirard La République en marche                                                      | 8 841                     | 26,97                     | 10 707                   | 39,29                    |
|                                                                          | Marina Do Santos Rassemblement national                                                     | 4 617                     | 14,08                     |                          |                          |
|                                                                          | Stessy Speissmann Parti socialiste                                                          | 4 300                     | 13,12                     |                          |                          |
|                                                                          | Christine Bourbon-Schmitt La France insoumise                                               | 2 864                     | 8,74                      |                          |                          |
|                                                                          | Léa Grünenwald Debout la France                                                             | 922                       | 2,81                      |                          |                          |
|                                                                          | Matthieu Mougel Union populaire républicaine                                                | 477                       | 1,46                      |                          |                          |
|                                                                          | Frédérique Kerkhove Parti communiste français                                               | 462                       | 1,41                      |                          |                          |
|                                                                          | Christian Burey Union des Patriotes                                                         | 453                       | 1,38                      |                          |                          |
|                                                                          | Denise Usselmann Lutte ouvrière                                                             | 323                       | 0,99                      |                          |                          |
| Source : Ministère de l'Intérieur - Troisième circonscription des Vosges |                                                                                             |                           |                           |                          |                          |

### Élections de 2022
Les élections législatives françaises de 2022 se déroulent les dimanches 12 et 19 juin 2022.
|                                                    | |                           |                           |                          |                          |
|                                                    | | Premier tour 12 juin 2022 | Premier tour 12 juin 2022 | Second tour 19 juin 2022 | Second tour 19 juin 2022 |
|                                                    | |                           |                           |                          |                          |
|                                                    | | Nombre                    | % des inscrits            | Nombre                   | % des inscrits           |
| Inscrits                                           | Inscrits | 63 940                    | 100                       | 63 943                   | 100                      |
| Abstentions                                        | Abstentions                                                                                                 | 31 350                    | 49,03                     | 34 223                   | 53,52                    |
| Votants                                            | Votants | 32 590                    | 50,97                     | 29 720                   | 46,48                    |
|                                                    | |                           | % des votants             |                          | % des votants            |
| Bulletins blancs                                   | Bulletins blancs                                                                                            | 381                       | 1,17                      | 1 021                    | 3,44                     |
| Bulletins nuls                                     | Bulletins nuls                                                                                              | 146                       | 0,45                      | 376                      | 1,27                     |
| Suffrages exprimés                                 | Suffrages exprimés                                                                                          | 32 063                    | 98,38                     | 28 323                   | 95,30                    |
|                                                    | |                           |                           |                          |                          |
| Candidat Étiquette politique (partis et alliances) | Candidat Étiquette politique (partis et alliances)                                                          | Voix                      | % des exprimés            | Voix                     | % des exprimés           |
|                                                    | |                           |                           |                          |                          |
|                                                    | Christophe Naegelen (député sortant) Union des démocrates et indépendants (Union de la droite et du centre) | 15 135                    | 47,20                     | 21 035                   | 74,27                    |
|                                                    | Pierre François Rassemblement national                                                                      | 5 805                     | 18,10                     | 7 288                    | 25,73                    |
|                                                    | Béatrice Pierrat Europe Écologie Les Verts (Nouvelle Union populaire écologique et sociale)                 | 5 669                     | 17,68                     |                          |                          |
|                                                    | Stéphanie Villemin La République en Marche (Ensemble)                                                       | 3 758                     | 11,72                     |                          |                          |
|                                                    | Anne-Caroline Erb Reconquête                                                                                | 721                       | 2,25                      |                          |                          |
|                                                    | Marina Collin-Duparcq Les Patriotes (Union pour la France)                                                  | 447                       | 1,39                      |                          |                          |
|                                                    | Stéphanie Bailly Lutte ouvrière                                                                             | 278                       | 0,87                      |                          |                          |
|                                                    | Félix Zirgel Parti pour la décroissance                                                                     | 278                       | 0,87                      |                          |                          |

### Élections de 2024
| Candidat                 | Candidat                 | Parti et coalition       | Nuance                   | Premier tour | Premier tour | Second tour | Second tour |
| Candidat                 | Candidat                 | Parti et coalition       | Nuance                   | Voix         | %            | Voix        | %           |
| ------------------------ | ------------------------ | ------------------------ | ------------------------ | ------------ | ------------ | ----------- | ----------- |
|                          | Christophe Naegelen      | UDI                      | DVD                      | 20 652       | 48,33        | 27 341      | 64,67       |
|                          | Pauline Fresse           | RN                       | RN                       | 14 284       | 33,43        | 14 934      | 35,33       |
|                          | Étienne Bachelard        | ACC (NFP)                | UG                       | 7 283        | 17,04        |             |             |
|                          | Stéphanie Bailly         | LO                       | EXG                      | 511          | 1,20         |             |             |
| Suffrages exprimés       | Suffrages exprimés       | Suffrages exprimés       | Suffrages exprimés       | 42 733       | 98,14        | 42 275      | 97,14       |
| Votes blancs             | Votes blancs             | Votes blancs             | Votes blancs             | 541          | 1,24         | 858         | 1,97        |
| Votes nuls               | Votes nuls               | Votes nuls               | Votes nuls               | 269          | 0,62         | 388         | 0,89        |
| Total                    | Total                    | Total                    | Total                    | 43 543       | 100          | 43 521      | 100         |
| Abstention               | Abstention               | Abstention               | Abstention               | 19 807       | 31,27        | 19 840      | 31,31       |
| Inscrits / participation | Inscrits / participation | Inscrits / participation | Inscrits / participation | 63 350       | 68,73        | 63 361      | 68,69       |

#### Département des Vosges
- La fiche de l'INSEE de cette circonscription : « Tableaux et Analyses de la troisième circonscription des Vosges », sur insee.fr, site de l'Institut national de la statistique et des études économiques (consulté le 10 juin 2007) [PDF]

- « Tous les députés du département des Vosges depuis 1789 » [archive du 30 septembre 2007], sur assemblee-nationale.fr, site de l'Assemblée nationale française (consulté le 10 juin 2007)

- « Informations contentieuses sur le département des Vosges (Élections législatives de 2002) »(Archive.org • Wikiwix • Archive.is • Google • Que faire ?), sur conseil-constitutionnel.fr, site du Conseil constitutionnel (consulté le 13 juin 2007)

#### Circonscriptions en France
- « Carte des circonscriptions législatives en France », sur assemblee-nationale.fr, site de l'Assemblée nationale française (consulté le 10 juin 2007)

- « Résultats électoraux officiels en France »(Archive.org • Wikiwix • Archive.is • Google • Que faire ?), sur interieur.gouv.fr, site du ministère de l'Intérieur (France) (consulté le 13 juin 2007)

- Description et Atlas des circonscriptions électorales de France sur http://www.atlaspol.com, Atlaspol, site de cartographie géopolitique, consulté le 13 juin 2007.